# 4-Chloranilin
4-Chloranilin ist eine organisch-chemische Verbindung aus der Stoffgruppe der Chloraniline, die als Zwischenprodukt zur Herstellung von Pestiziden, Isocyanaten, Farbstoffen und Arzneimitteln Verwendung findet.

## Synthese
4-Chloranilin erhält man durch Hydrierung von 4-Chlornitrobenzol mit Raney-Nickel als Katalysator.
Ein alternativer Herstellungsweg ist die Chlorierung von Acetanilid mit Natriumhypochlorit in Gegenwart einer Mineralsäure und anschließender Hydrolyse.
Durch elektrolytische Reduktion von Nitrobenzol in Gegenwart von Salzsäure erhält man ein Gemisch von 2- und 4-Chloranilin, das sich über die entsprechenden Acetanilide trennen lässt.

## Verwendung
4-Chloranilin kann als Diazokomponente zur Herstellung von Azofarbstoffen verwendet werden. Da unter reduktiven Bedingungen aus diesen Farbstoffen wieder 4-Chloranilin freigesetzt werden kann, dürfen sie nach der Bedarfsgegenständeverordnung (BedGgstV) nicht für Textil- und Ledererzeugnisse verwendet werden, die längere Zeit mit der menschlichen Haut oder der Mundhöhle direkt in Berührung kommen können (z. B. Kleidung, Bettwäsche, Handtücher, Schuhe, Handschuhe, für den Endverbraucher bestimmte Garne und Gewebe).
4-Chloranilin wird bei der Herstellung des Herbizids Monolinuron und der Arzneimittel Flunitrazepam und Demoxepam eingesetzt.

## Toxikologie
4-Chloranilin ähnelt hinsichtlich der toxischen Wirkung dem Anilin, weist jedoch eine höhere Lipophilie auf, so dass es leichter in die Zellen aufgenommen wird. Die akute toxische Wirkung der Verbindung beruht auf der starken Bindungsaffinität zu Hämoglobin. Untersuchungen zur kanzerogenen Wirkung von 4-Chloranilin beim Menschen liegen nicht vor, jedoch ergibt sich aus Tierstudien ein Verdacht auf karzinogene Wirkung.